# Hubbletijd
De hubbleconstante {\displaystyle H_{0}} is de verhouding van een snelheid en een afstand, en {\displaystyle {\frac {1}{H_{0}}}} heeft derhalve de dimensie van tijd. Deze tijd heet de hubbletijd. De fysische betekenis van de hubbletijd is dat het de leeftijd van het heelal zou zijn als de uitdijing van het heelal (en dus de hubbleconstante) constant zou zijn in de tijd. In traditionele friedmannmodellen, waarin de uitdijing vertraagt, is de werkelijke leeftijd kleiner, als echter de versnelde uitdijing van het heelal werkelijkheid zou zijn, is de werkelijke leeftijd juist groter.
De hubbletijd wordt geschat op 10 tot 15 miljard jaar, met 12 tot 13 miljard jaar als meest waarschijnlijke waarde. Astronomen geven echter vaak de voorkeur aan een waarde in het hogere deel van dit domein (14 tot 15 miljard jaar), omdat die gemakkelijker in overeenstemming kan worden met de leeftijd van de oudste sterren, die ook op zo'n 10 tot 12 miljard jaar wordt geschat.